# Age of Dinosaurs
Pour plus de détails, voir Fiche technique et Distribution.
Age of Dinosaurs est un téléfilm américain réalisé par Joseph J. Lawson, et diffusé en 2013.

## Synopsis
Des scientifiques parviennent à recréer des dinosaures et des ptérosaures. Mais lorsqu'ils présentent leurs résultats au public lors d'une conférence, les animaux s'échappent et sèment la panique dans les rues de Los Angeles, poursuivant particulièrement un pompier (Treat Williams) et sa fille (Jillian Rose Reed). Après avoir mangé beaucoup de monde, ils sont finalement tous tués.

## Fiche technique
- Titre original : Age of Dinosaurs
- Réalisation : Joseph J. Lawson
- Scénario : Hank Woon Jr.
- Photographie : Richard J. Vialet
- Musique : Chris Ridenhour
- Durée : 89 min
- Pays :  États-Unis

## Distribution
- Treat Williams : Gabe Jacobs
- Ronny Cox : Justin
- Jillian Rose Reed : Jade Jacobs
- Joshua Michael Allen : Craig Carson
- Max Aria : Leo Karst
- Johannes Goetz : Hans
- Julia Paul : Leanna
- Arthur Richardson : Sergent Mike
- Jose Rosete : Doug
- Laura Tuny : Kim Evans
- Roani Whent : Nile